# Arzama
Arzama là một chi bướm đêm thuộc họ Noctuidae.